# Harwich
Harwich é uma cidade e paróquia civil do distrito de Tendring, no Condado de Essex, na Inglaterra. Sua população é de 20.436 habitantes (2015).